# Unio mancus
La náyade mediterránea (Unio mancus) es una especie de molusco bivalvo de agua dulce. En la península ibérica se distribuye por los ríos de la vertiente mediterránea, con el límite meridional en la cuenca del Júcar.

## Taxonomía
La similitud que presentan las diferentes especies del género Unio además del polimorfismo de sus conchas hacen difícil su catalogación, por lo que para determinar la pertenencia de una población a una u otra especie, con frecuencia son necesarios estudios genéticos. Debido a ello y a falta de más estudios, su distribución en Europa aún no está clara.

## Ciclo vital
Al igual que otras náyades y mejillones de agua dulce (orden Unionoida), Unio mancus experimenta un estadio larvario, llamado gloquidio, en el que infecta las branquias de un pez hospedador. Tras esta fase se produce una metamorfosis y comienza la fase juvenil de vida libre.